# Човдарское золоторудное месторождение
Човдарское золоторудное месторождение (азерб. Çovdar qızıl yatağı) — месторождение золота и серебра, расположенное на севере Дашкесанского района Азербайджана, неподалёку от села Човдар. Доказанные запасы месторождения — 51,1 тонн руды, из которых 11,4 тонн находятся на поверхности земли, остальные — под землёй.

## История
Месторождение было открыто в 1998 году геологом А. М. Шириновым. Подготовка к началу работ и строительство обогатительной фабрики были завершены к 2012 году. Тогда же консорциумом «AIMROC» была начата эксплуатация месторождения. Добыча началась в 2016 году.  
С 2017 года разработкой месторождения занимается ЗАО «AzerGold» при участии Министерства экологии и природных ресурсов Азербайджана. В 2018—2020 годы доходы «AzerGold» от эксплуатации Човдарского месторождения превысили 312 миллионов долларов США.  
За период с 2017 по 2021 год произведено 255,6 тысяч унций золота и 484,5 тысячи унций серебра.
Первая, оксидная фаза разработки месторождения завершилась в 2021 году. За этот период было добыто 243,4 тысячи унций золота. На январь 2024 года осуществляется вторая, сульфидная фаза разработки, а также добыча на флангах месторождения.
В 2020 году срок разработки месторождения был установлен в 8 лет. После переоценки запасов срок был увеличен до 10 лет.

## Археологические раскопки
В 2021 году между ЗАО AzerGold и Институтом археологии и этнографии было подписано соглашение для проведения камеральных исследований артефактов. В мае того же года была начата вторая фаза научных исследований экспонатов, найденных в Човдарском некрополе.

### Човдарский некрополь
В феврале 2019 года в ходе строительных работ здесь были обнаружены образцы древних гробниц. Работы были прекращены, и была организована археологическая экспедиция Института археологии и этнографии под руководством Сафара Ашурова и Бахтияра Джалилова. Археологические раскопки длились около 5 месяцев. Здесь было обнаружено 156 могил и более 6 000 экспонатов. Было выявлено, что найденные здесь артефакты относятся к Ходжалинско-кедабекской культуре эпохи поздней бронзы - раннего железа.

В декабре 2021 года на территории 4-го кучново выщелачивания было обнаружено 58 каменных могил, артефакты. Работы по разработке месторождения на данном участке приостановлены. Археологическим исследованием и раскопками занимается Институт археологии, этнографии и антропологии Национальной Академии наук Азербайджана.